# Rogów (gmina)
Rogów (do 1953 gmina Mroga Dolna) – gmina wiejska w województwie łódzkim, w powiecie brzezińskim. W latach 1975–1998 gmina położona była w województwie skierniewickim.
Siedzibą gminy jest osada Rogów.
Według danych z 31 grudnia 2007 gminę zamieszkiwały 4662 osoby. Natomiast według danych z 31 grudnia 2017 roku gminę zamieszkiwało 4765 osób.

Logo gminy

Według danych z 31 grudnia 2019 roku gminę zamieszkiwało 4711 osób.

## Struktura powierzchni
Według danych z roku 2007 gmina Rogów ma obszar 66,06 km², w tym:
- użytki rolne: 70%
- użytki leśne: 21%

Gmina stanowi 18,42% powierzchni powiatu brzezińskiego.

## Demografia

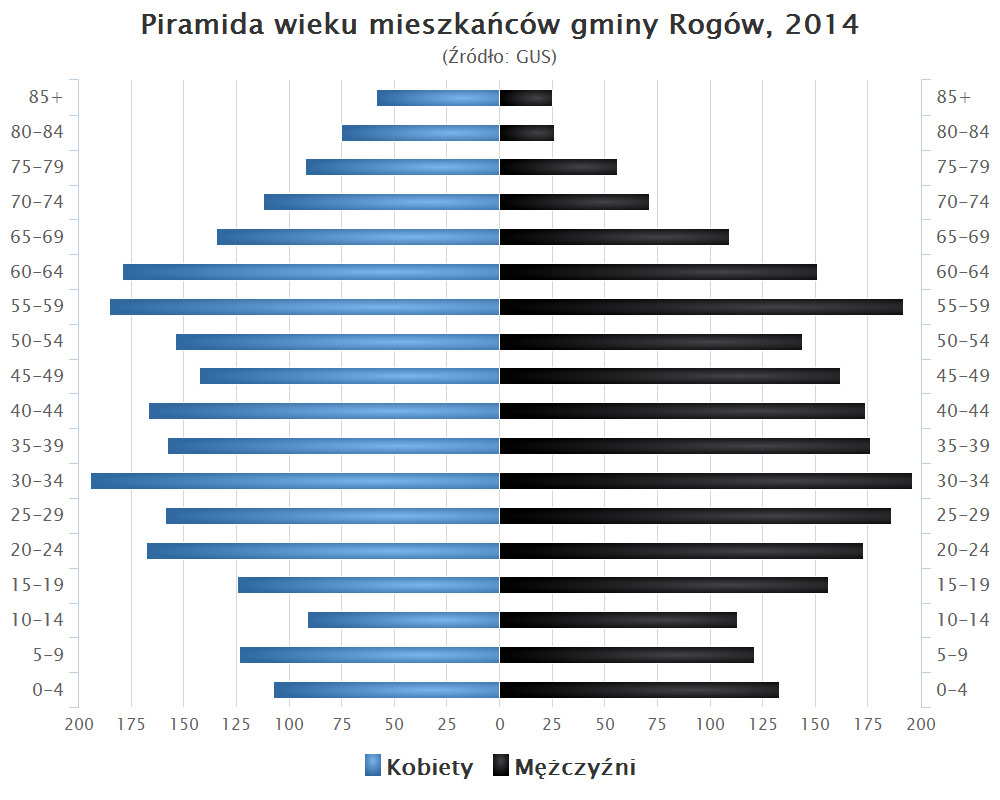
Piramida wieku mieszkańców gminy Rogów w 2014 roku

Dane z 31 grudnia 2007:
| Opis                              | Ogółem | Ogółem | Kobiety | Kobiety | Mężczyźni | Mężczyźni |
| --------------------------------- | ------ | ------ | ------- | ------- | --------- | --------- |
| Jednostka                         | osób   | %      | osób    | %       | osób      | %         |
| Populacja                         | 4662   | 100    | 2345    | 50,3    | 2317      | 49,7      |
| Gęstość zaludnienia [mieszk./km²] | 71     | 71     | 35      | 35      | 35        | 35        |

## Rezerwaty przyrody
Na terenie gminy znajdują się następujące rezerwaty przyrody:
- rezerwat przyrody Doliska – zachowanie ze względów naukowych i dydaktycznych lasu mieszanego z udziałem jodły będącej tu poza granicą swego zasięgu[9]
- rezerwat przyrody Zimna Woda  – celem ochrony rezerwatu jest zachowanie ze względów naukowych i dydaktycznych fragmentu lasu dębowego o cechach zespołu naturalnego (grądu wysokiego), typowego dla lasów tej części kraju (RDOŚ w Łodzi 31-12-2014)[10]

## Miejscowości
Jasień, Józefów, Kobylin, Kotulin, Marianów Rogowski, Mroga Dolna, Mroga Górna, Nowe Wągry, Olsza, Popień, Przyłęk Duży, Przyłęk Mały, Rogów, Rogów-Wieś, Rogów-Parcela, Romanówek, Stefanów, Wągry, Zacywilki.

## Sąsiednie gminy
Brzeziny, Dmosin, Jeżów, Koluszki, Lipce Reymontowskie, Słupia